# Мађарске романсе и народне песме
Списак мађарских романси и народних песама чији су се преводи/препеви одомаћили у нашем народу:

## Списак
- Баш је леп
- Беле руже, нежне руже
- Болесно ми лежи злато моје
- Волим те дивне мајске ноћи / Зар ти не каже песма стара
- Густа ноћна тмина
- За тобом моје срце жуди
- Заклећу се ја пред Богом
- Зар ти не каже песма стара
- Зашто не смем да те љубим
- Зашто, Циго, тужне песме свираш / Ако си ти пупољак од руже
- Зумбул бели
- Имам једну жељу
- Ја некога волим / Нудим љубав, нудим срећу
- Ја те звати нећу
- Јесен стиже, дуњо моја, не мирише више цвеће
- Кад би моја била
- Кад ми пишеш, мила мати
- Кад не буде мене више
- К'о сироче растао сам
- Колико те волим
- Лакше, лакше, мој коњићу
- Ледена је зима била
- Мој споменче, плаво цвеће
- Моја мала нема мане
- Моја мала носи чизмице
- Молитва је за ме
- На крај села кућа мала
- Не могу ти ништа осим цвећа дати
- Нема лепше девојке / Кад засвира Јаника
- Нестаћеш из мог живота
- Ноћас нису сјале
- Од када ми фрула не звони
- Од како си туђе жена
- Однела је драга срце моје
- Рузмарине мој зелени
- Са јасике, са високе
- Само једну мому створи Бог / Песма о девојци
- Самртно пролеће
- Свирај, свирај, Цигане мој
- Седела сам за машином / Кад сам био војник у том Сомбору
- Срео сам те први пута
- Сто румених ружа
- Та твоја сукња плава
- Те очи / Шта ће ми момак
- Теби дадох све што имам
- Темерав, темерав, темерав
- Тужна је недеља
- Тужно ветар хуји, бруји шумом том
- У мом селу најбеднији то сам ја
- У твом оку још је увек смех
- Хоћу да те заборавим
- Хтео бих те видет'
- Цура биће жена
- Што то шушти багрем бели